# Gare Almaty-1
La Gare Almaty-1 (russe : железнодорожный вокзал Алматы-1) est l'une des deux grandes gares ferroviaires de la ville d'Almaty au Kazakhstan,, située dans la partie nord de la ville.

## Situation ferroviaire
Almaty-1 est une station de transit sur le chemin de la région sibérienne de la Russie en Asie centrale

## Histoire
Ouverture en 1929 est connu par les architectes S.A Mkhitorjan et Z.M Soldatova

## Service des voyageurs

### Desserte
Elle est desservie par le Turksib et elle est exploitée par la  Société nationale des chemins de fer du Kazakhstan.
Avec 2 500 passagers par jour, c'est l'une des plus fréquentées du Kazakhstan.

## Galerie de photographies

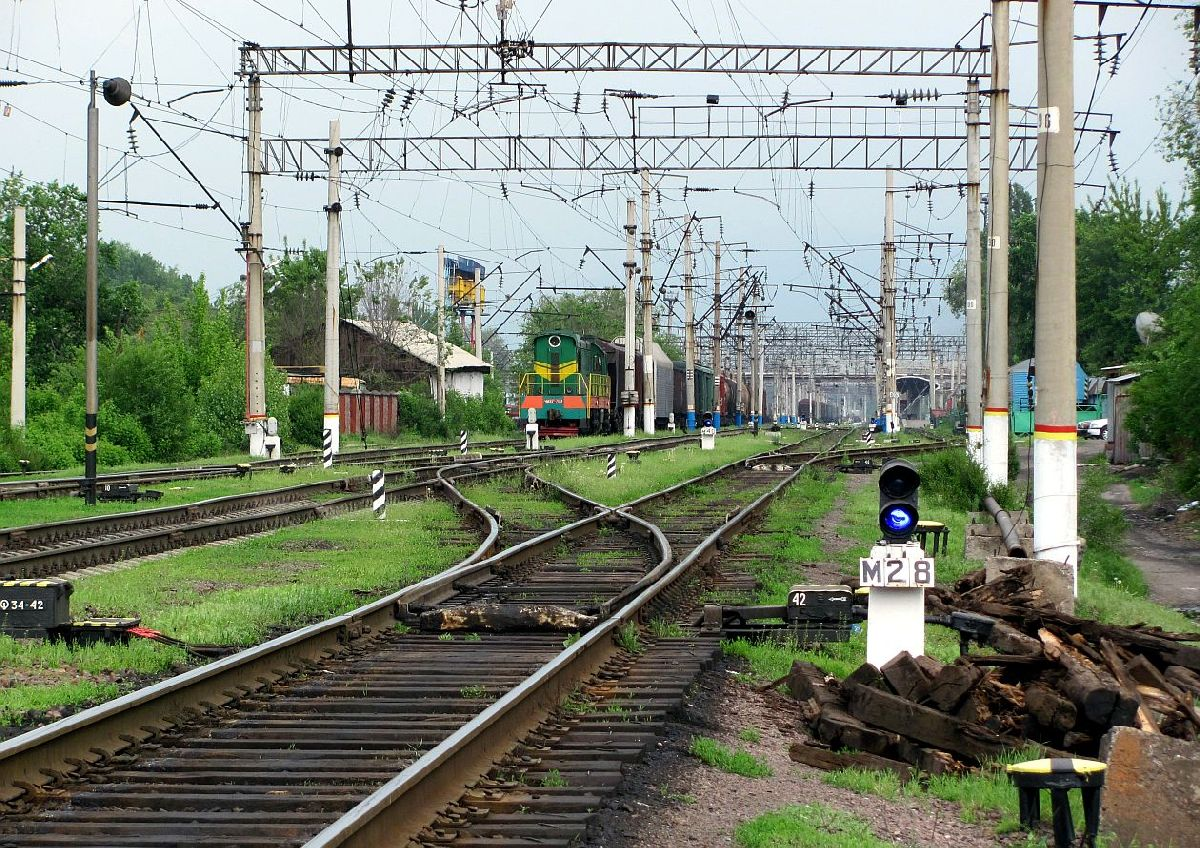
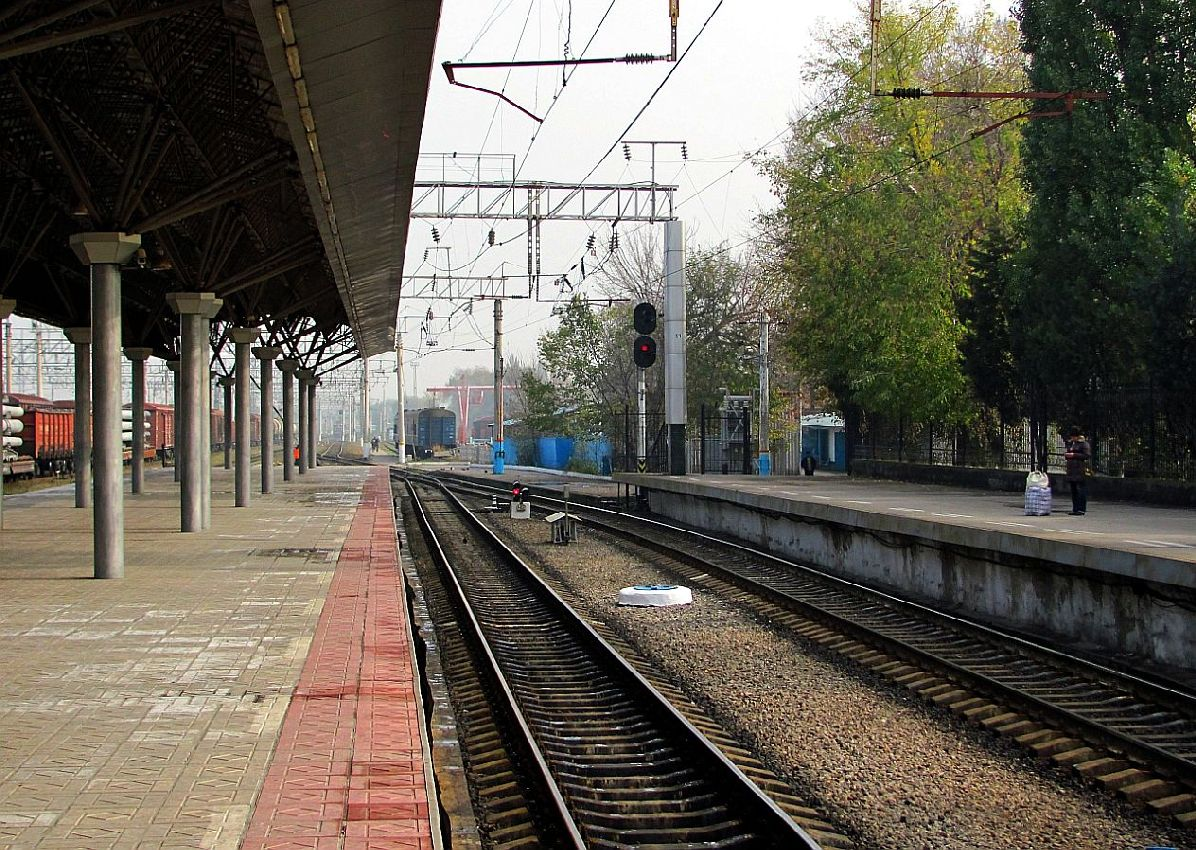
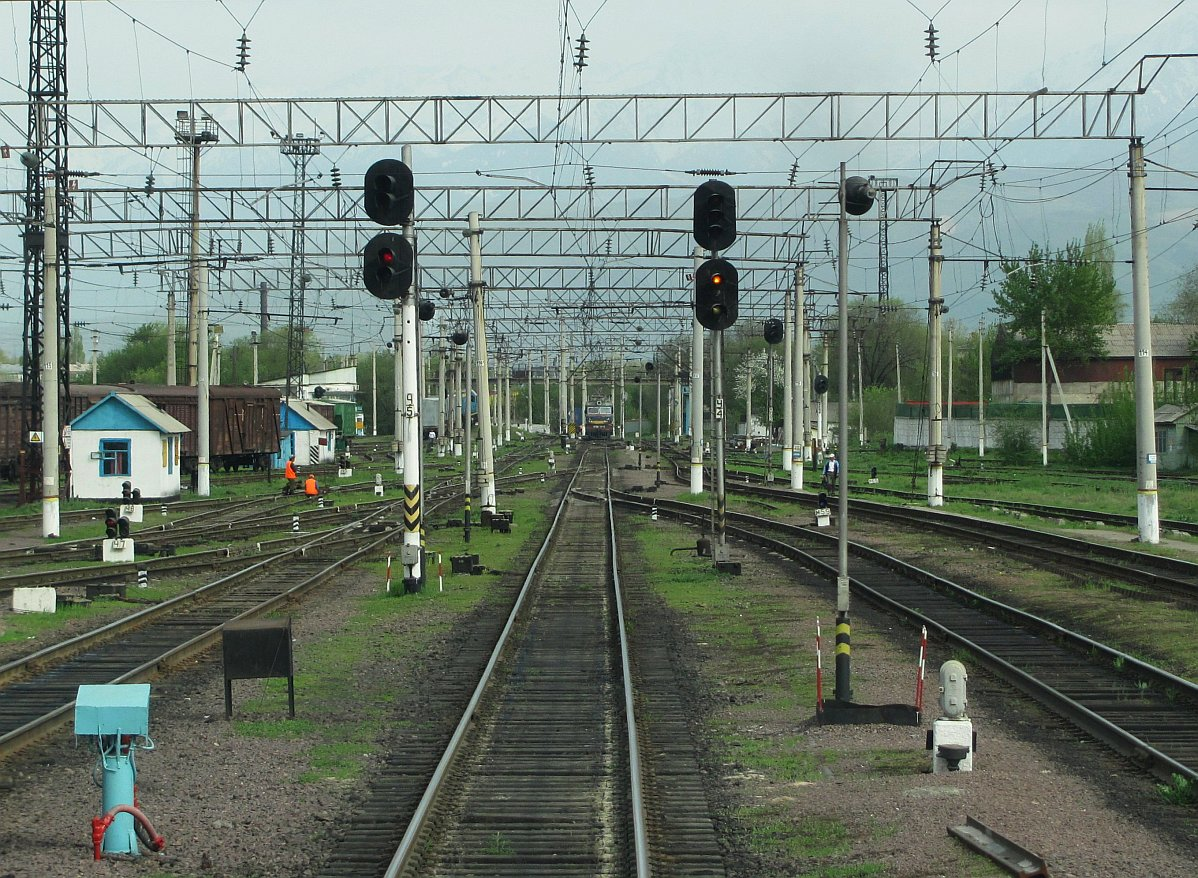
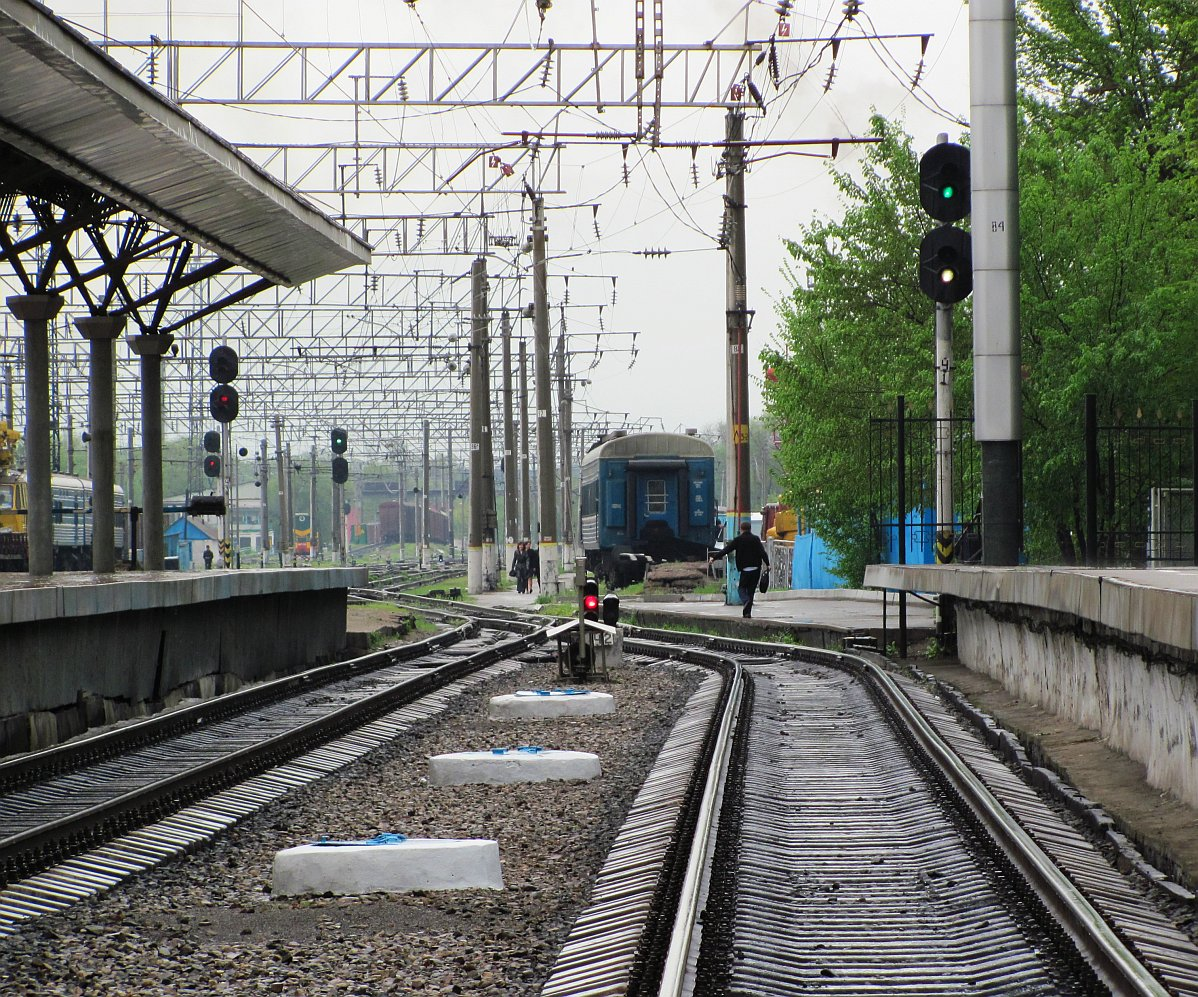